# سوق اثنین (استان تیزی وزو)
سوق اثنین (استان تیزی وزو) (به عربی: سوق الإثنين) یک شهرداری در الجزایر است که در استان تیزی وزو واقع شده‌است.